# TG有点甜
TG有点甜，是由闫光宇填词、改编自汪苏泷《有点甜》的歌曲。2017年5月5日，在共青团中央主办的网络青晚首播。2018年7月1日，北斗企鹅工作室成员小连杀、幽舞越山在中央电视台音乐频道庆祝中国共产党成立97周年《唱支山歌给党听》主题歌会合唱该曲。
雖然官媒宣稱字母T像是錘子字母G像是鐮刀，所以代表著黨旗。但實際上TG則是中國網路內代表 “土共”，為了避免網路審查而在改用字母“TG"代替。